# Das Duo: Bauernopfer
Bauernopfer ist ein deutscher Fernsehfilm von Christian Görlitz aus dem Jahr 2004. Es handelt sich um den 6. Filmbeitrag der ZDF-Kriminalfilmreihe Das Duo.

## Handlung
Die junge Sonja Bloom wird tot mit einem Strick um den Hals auf ihrem Dachboden aufgefunden. Für Lizzy Krüger und Marion Ahrens wird schnell klar, dass hier lediglich ein Selbstmord vorgetäuscht wurde. Während Kommissarin Krüger sich auf den jähzornigen Exfreund Ole Krogmann festlegen will, hat Ahrens den Fotografen Hasso Lehbeck im Visier, der sich vor kurzem mit dem Opfer angefreundet hatte. Er hat zwar kein rechtes Motiv, aber psychologische Auffälligkeiten. Als Reporter und Kriegsberichterstatter hat er in aller Welt gearbeitet und viel Leid gesehen. Angeblich hatte Sonja ihn zu Hilfe gerufen, weil Krogmann sie häufig belästigte und sie Angst vor ihm und seinen Ausrastern hatte. Krogmann versucht inzwischen die Suche nach dem Mörder „seiner“ Sonja in seine Hände zu nehmen. Er weiß, dass sie sich mit dem Autohändler Jens Gante eingelassen hatte und ihm Geld schuldete, was sie bei Gante „abarbeiten“ sollte. Das ist für ihn Grund genug, den Mann festzuhalten und zu foltern, damit er gesteht. Kommissarin Krüger kann Krogmann im letzten Moment aufhalten und Gante befreien.
Kommissarin Krüger findet heraus, dass Hasso Lehbeck Sonja Bloom länger kannte, als er anfangs angab und sogar der Vater ihrer kleinen Tochter ist. Sie stellt ihn zur Rede und bringt ihn dazu ein Geständnis abzulegen. Sonja hatte ihn nur zu sich gerufen, weil sie Unterhalt für das Kind von ihm haben wollte. Aus Enttäuschung, weil sie nur immerzu von Geld sprach und nicht von ihm oder dem Kind, hatte er ihr den Hals zugedrückt, damit sie endlich still sein sollte. Zu spät bemerkte er, was er angerichtet hatte. In der Hoffnung es als Selbstmord tarnen zu können, hatte er sie dann auf dem Dachboden aufgehängt.

## Produktionsnotizen
Bauernopfer wurde in Lübeck gedreht und am 21. Februar 2004 um 20:15 Uhr im ZDF erstausgestrahlt.

## Kritik
Rainer Tittelbach von tittelbach.tv meinte: „Eigentlich geht es […] um Einsamkeit und um die Fassaden, die Menschen errichten, um zu überleben. Jeder ist auf der Suche nach Jemandem, der einem zuhört - auch die so aufgeräumt wirkende Kommissarin Krüger.“ Die vom Autor eingearbeitete Gesellschaftskritik „fällt […] allerdings ein wenig schwammig aus: kaum einer, der kein Opfer ist. Wo man hinschaut: einsame Seelen. Entsprechend trübe sind die Aussichten auf die holsteinische Landschaft. Doch in diesem ‚kammerspielartigen Film‘ ist ‚Nichts ist so, wie es scheint‘.“
Die Kritiker der Fernsehzeitschrift TV Spielfilm vergaben eine mittlere Wertung (Daumen zur Seite) und befanden: „Sehr überzogen, aber nicht unspannend“.